# Francis Escudero
Francis Joseph Guevara Escudero, detto Chiz (Manila, 10 ottobre 1969), è un politico filippino.
È un attuale membro del Senato delle Filippine, dopo essere stato eletto Senatore nel 2007.
Escudero ha precedentemente servito come membro della Camera dei Rappresentanti filippina dal primo distretto di Sorsogon. Egli è attualmente il segretario generale dell'opposizione unita e un membro della coalizione del popolo nazionalista.